# 苏泊尔

杭州滨江的苏泊尔大厦（左侧）

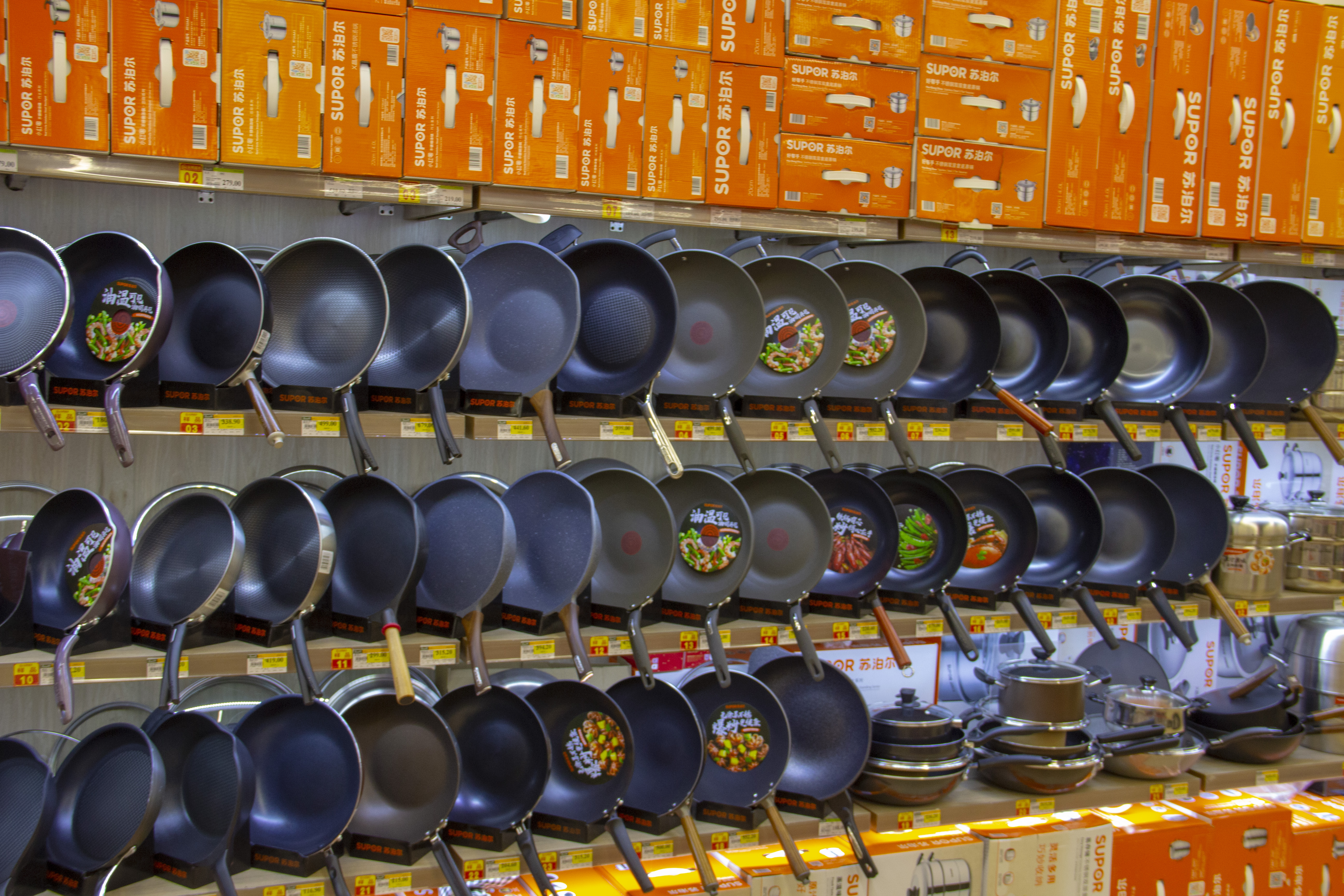
超市里的苏泊尔锅。

浙江苏泊尔股份有限公司（英語：Zhejiang Supor Co., Ltd.），簡稱苏泊尔（Supor），深交所：002032），是中华人民共和国一家炊具研发制造商。苏泊尔总部设在浙江杭州，主要产品为明火炊具、厨房小家电、厨卫电器等。
苏泊尔控股股东是法国SEB集团，第二股东为苏泊尔集团。
1994年，苏泊尔于浙江玉环縣成立。2002年，公司总部迁往杭州。2004年，苏泊尔在深交所上市。2007年，SEB集团收购苏泊尔。